# Scarleth Cárdenas
Scarleth Joely Cárdenas Villalobos (Purranque, 5 de marzo de 1974) es una periodista chilena.

## Carrera profesional

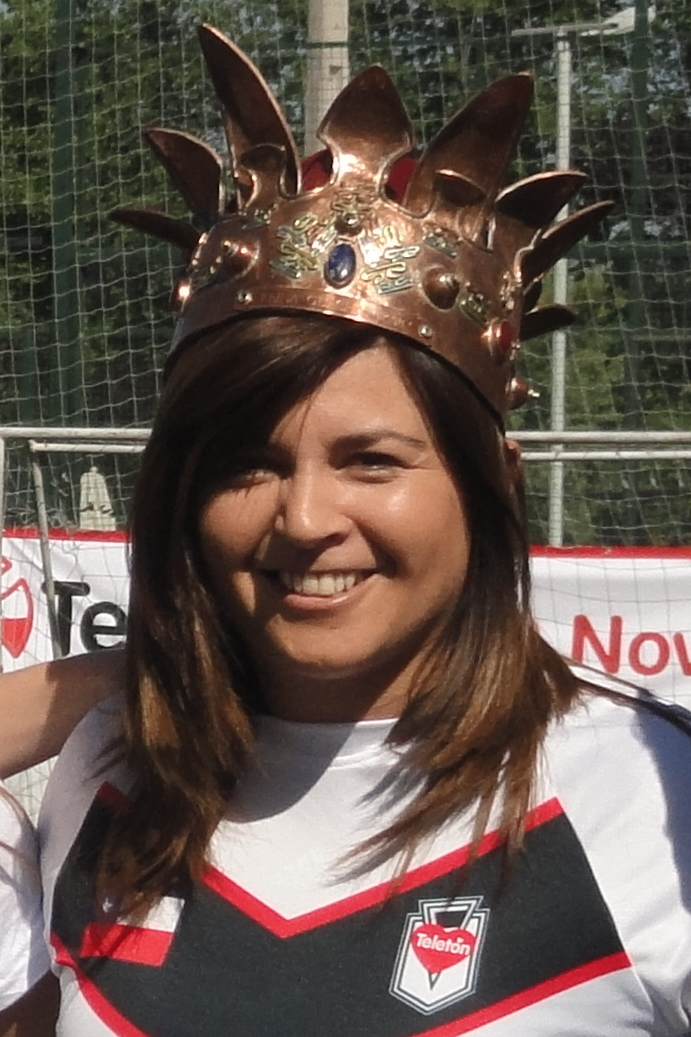
Cárdenas con su corona de «reina guachaca» en 2012.

Estudió periodismo en la Universidad de Chile. Tras titularse, ingresó en 1998 a realizar su práctica profesional en Televisión Nacional de Chile (TVN), donde posteriormente se desempeñó como reportera en el área de prensa y conductora del noticiero 24 Horas. Tras 16 años en el canal público, fue desvinculada a inicios de 2015.
El 7 de julio de 2015 se integró como presentadora del noticiero Portavoz Noticias, emitido por los canales regionales de la red Arcatel y a nivel nacional por La Red. Durante 2016 fue panelista del programa matinal Bienvenidos de Canal 13.
También ha trabajado en Radio Bío-Bío, donde condujo Expreso Bío-Bío (2013-2016) junto a Patricio Cuevas. Condujo junto a Nibaldo Mosciatti el programa Radiograma en la misma radio, donde analizaban la actualidad nacional.
Desde el año 2010 colabora activamente con la Corporación Yo Mujer, entidad encargada de apoyar a las pacientes que sufren cáncer de mama, donde además es una de sus directoras.
El 19 de abril de 2012 fue nombrada «Reina Guachaca».

## Vida personal
El 3 de marzo de 2017 contrajo un acuerdo de unión civil con su pareja, Maribel Corcuera, quien es psicóloga y madre de dos niños. Debido a un quiebre, Cárdenas puso fin unilateral a dicha unión en febrero de 2018, aunque luego anunció que planeaban contraer el AUC nuevamente.